# Rita König
Rita König-Römer (ur. 12 marca 1977 w Satu Mare) – niemiecka florecistka, dwukrotna medalistka olimpijska i dwukrotna medalistka mistrzostw świata.
Urodziła się w Rumunii w rodzinie pochodzenia niemieckiego. Podczas igrzysk olimpijskich w Sydney w 2000 roku zajęła drugie miejsce w turnieju indywidualnym, w finale pokonała ją WŁoszka Valentina Vezzali. W turnieju drużynowym reprezentacja Niemiec w składzie: Sabine Bau, Rita König i Monika Weber-Koszto zajęła trzecie miejsce. Były to jej jedyne starty olimpijskie.
Na mistrzostwach świata w Kapsztadzie w 1997 roku wspólnie z Sabine Bau, Gesine Schiel i Moniką Weber wywalczyła drużynowo brązowy medal. W tej samej konkurencji Bau, König, Weber i Simone Bauer zwyciężyły na rozgrywanych dwa lata później mistrzostwach świata w Seulu.
Ponadto zdobyła srebrny medal w zawodach drużynowych na mistrzostwach Europy w Płowdiwie w 1998 roku.
W 1995 została indywidualną mistrzynią świata juniorów. Trzykrotnie zdobyła tytuł mistrzyni Niemiec w rywalizacji indywidualnej (1997, 2000 i 2002).
Jej siostra Susanne König, mąż Uwe Römer i szwagier Steffen Wiesinger również byli szermierzami i olimpijczykami.